# クエントン・ネルソン
クエントン・エマーソン・ネルソン（Quenton Emerson Nelson, 1996年3月19日 - ）は、アメリカ合衆国ニュージャージー州ホルムデル出身のプロアメリカンフットボール選手。NFLのインディアナポリス・コルツに所属している。ポジションはガード。

## 経歴

### カレッジ
ノートルダム大学では2016年シーズンから先発に定着し、2017年シーズンにはアンアニマスオールアメリカンに選出された。このシーズン終了後、2018年のNFLドラフトにアーリーエントリーした。

### インディアナポリス・コルツ
| 6 ft 5 in (196 cm)        | 325 lb (147 kg) | 33+3⁄4 in (86 cm) | 10+3⁄8 in (26 cm) | 4.62 s | 7.65 s | 26.5 in (67 cm) | 8 ft 9 in (2.67 m) | 35 回 |
| All values from NFL Draft |                 |                   |                   |        |        |                 |                    |       |

ドラフト全体6位でインディアナポリス・コルツから指名され、その後4年総額2,388万ドルのルーキー契約を結んだ。

#### 2018年シーズン
10月は156回のドロップバックで一度もサックを許さず、11月1日にAFCの新人月間最優秀攻撃選手に選出された。チームメイトで同じくルーキーのシャキール・レナードも新人月間最優秀守備選手に選出され、同じチームの選手が同時に受賞するのは史上初であった。このシーズンは1年目ながらプロボウル、オールプロファーストチームに選出された。

#### 2019年シーズン
このシーズンは1,042回のスナップで一度もサックを許さず、2年連続でプロボウル、オールプロファーストチームに選出された。

#### 2020年シーズン
このシーズンは1,082回のスナップで一度しかサックを許さず、3年連続でプロボウル、オールプロファーストチームに選出された。

#### 2021年シーズン
開幕前にコルツから5年目の契約オプションを行使された。8月に左足の手術が必要なことが明らかになり、回復まで5～12週間かかると予想されていたが、メディカルスタッフからはそれほど深刻ではないと判断され、開幕から出場した。しかし、第3週で足首を捻挫し、故障者リザーブへ送られた。
このシーズンは4年連続でプロボウルに選出された。キャリア最初の4年全てでプロボウルに選出されたのはコルツ史上2人目であり、NFLのオフェンシブラインマンとしてはザック・マーティン以来であった。

#### 2022年シーズン
2022年9月10日にコルツと4年総額8,000万ドルの契約延長に合意した。このシーズンは5年連続でプロボウルに選出された。

#### 2023年シーズン
全試合に先発出場し、ルーキーから6年連続してプロボウルに選出された15人目の選手となった。

#### 2024年シーズン
このシーズンは全17試合に先発出場し、3年ぶりとなるオールプロセカンドチームに選出されたほか、ペイトン・マニング以来となる、7年連続してプロボウルに選出されたコルツの選手となった。